# Proffice
Proffice este o companie de distribuție de birotică și papetărie din România, divizie a RTC Holding. În anul 2008, compania deținea o cotă de 25% din piața din România.
În anul 2007, piața de papetărie din România era estimată la aproximativ 100 milioane de euro, din care Proffice deținea o cotă de 25%.
Din divizia Proffice fac parte companiile Be Proffice, care reunește activitățile din segmentele de papetărie, IT&birotică și mobilier de birou, Ranco, care oferă materiale promoționale, și Top Office Products, agenția de promovare a produselor distribuite.
Office Express este brand-ul de distribuție produse pentru birou sub care Be Proffice își desfășoară activitatea pe piața „business to business”.
Be Proffice se adresează direct clienților finali, prin marca Astra Plus.
În anul 2007, Office Express avea o rețea de distribuție formată din 41 de puncte directe de vânzare în țară și peste 250 de reprezentanți de vânzări.
Număr de angajați în 2007: 550
Cifra de afaceri în 2008: 63 milioane Euro